# Magna (cunhada de Anastácio I)
Magna foi uma nobre bizantina do século V. Ela casou-se com um irmão do imperador Anastácio I (r. 491–518), talvez Paulo, o único com o nome conhecido. Foi mãe de Irene, que casou-se com Olíbrio, e talvez foi mãe de Probo. Era uma calcedônia ortodoxa e recebeu um monge ortodoxo de Alexandria chamado Doroteu uma defesa ao Concílio da Calcedônia que ela entregou a Anastácio como presente.